# Upper Canada College
 (juin 2015).
Si vous disposez d'ouvrages ou d'articles de référence ou si vous connaissez des sites web de qualité traitant du thème abordé ici, merci de compléter l'article en donnant les références utiles à sa vérifiabilité et en les liant à la section « Notes et références ».
L’Upper Canada College (UCC) est une école élémentaire et secondaire privée pour les garçons à Toronto au Canada. Les élèves étudient pour le Baccalauréat International.

Fondée en 1829, par Sir John Colborne, lieutenant-gouverneur du Haut-Canada, l’UCC est l'école indépendante la plus ancienne de la province d'Ontario, la troisième plus ancienne du pays, et est souvent décrite comme l’école préparatoire la plus prestigieuse du Canada, ayant beaucoup d'élites du Canada, puissants et riches en tant que diplômés.

Insigne de l’Upper Canada College.

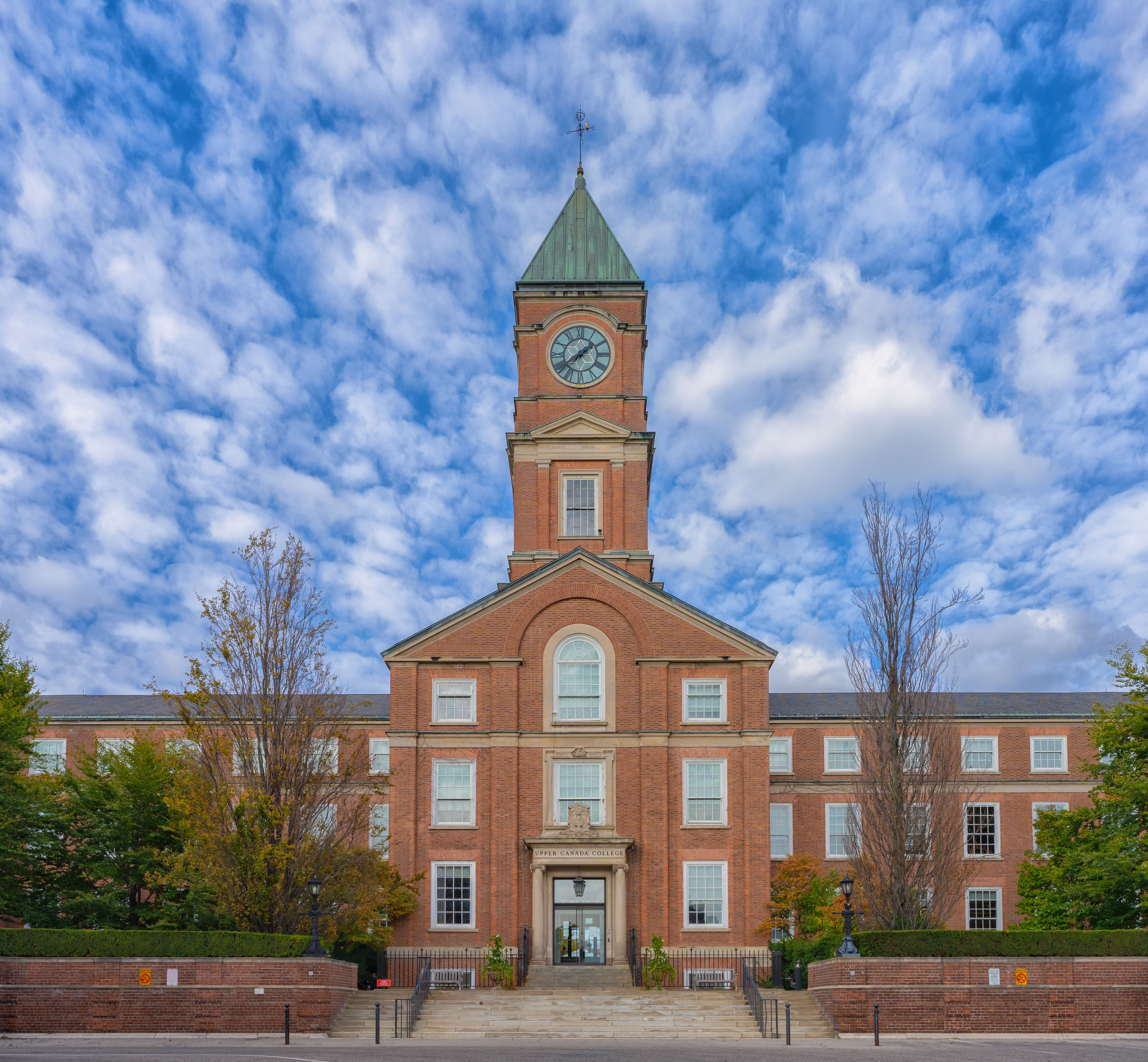
L'Upper Canada College sous un ciel bleu nuageux.

Modelée à l'origine sur les écoles d'État britanniques, en particulier le Collège d'Eton fondé par Henri VI (roi d'Angleterre) en 1440, aujourd'hui l'UCC est entièrement indépendant. Une partie du financement fut pris à même le fonds de dotation (Endowments) de 91,436 hectares (225,944 acres) de terres de la Couronne, accordé le 15 mars 1827, quand le King's College obtint son statut d’université par charte royale. Le King's College renommé  l'Université de Toronto avait été fondé par John Strachan, évêque anglican de Toronto, et était par conséquent très lié avec l’Anglicanisme, alors religion officielle du Haut-Canada. De nos jours, les étudiants et le corps enseignant sont plus diversifiés en termes de catégories culturelles et socio-professionnelles. Un lien à la famille royale est maintenu par le prince Philip Mountbatten, duc d’Édimbourg, qui est le visiteur officiel de l’école.  

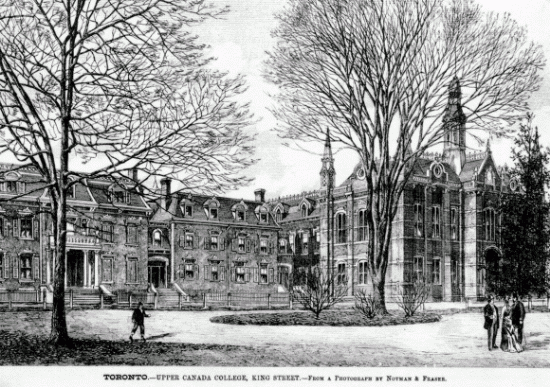
Upper Canada College (1879)

## Anciens élèves de l’Upper Canada College
Les anciens élèves de l'UCC sont connus comme des Old Boys comme dans beaucoup d'écoles masculines non mixtes.

### Anciens élèves connus
L'école a produit six lieutenant-gouverneurs, trois premiers ministres du Canada, et sept juges en chef du Canada. Dix anciens élèves sont des médaillés olympiques et au moins neuf ont été des ministres du Canada.
- Conrad Black C.P., O.C., KCSG- est un magnat et un financier, condamné pour fraude
- Famille Eaton - propriétaires des magasins Eaton
- Modris Eksteins - un historien canadien
- Brendan Fraser  (1987) -  un acteur américano-canadien
- Tillson Harrison (1881-1947) - médecin et aventurier canadien
- Michael Ignatieff (1965) - chef du Parti libéral du Canada
- Ernest McCulloch OC OOnt FRSC - accrédité avec la découverte de la cellule souche
- Ted Rogers OC KBE (c. 1951) – le neuvième homme le plus riche du Canada, le président de Rogers communications, le propriétaire des Blue Jays de Toronto, et l'éponyme du centre Rogers
- David Thomson (c. 1975) -  un homme d'affaires canadien. Il est le dixième homme le plus riche au monde et ainsi l'homme le plus riche du Canada
- Galen Weston OC OOnt (c. 1958) – le second homme le plus riche du Canada et le président de George Weston Ltd
- Russell Williams (c. 1963) - un tueur en série canadien. Ancien commandant de la base aérienne de Trenton
- Michael Wilson PC OC (1955)  -  Ex-ministre des Finances et ex-ambassadeur canadien aux États-Unis